# نادي هافادار
نادي هافادار (بالفارسية: باشگاه ورزشی هوادار)، هي نادي إيراني لكرة القدم، تأسست سنة 2018، وتقع مقرها في العاصمة الإيرانية طهران.